# Glassheart Tour
Glassheart Tour – druga trasa koncertowa brytyjskiej piosenkarki Leony Lewis. Podczas trasy gwiazda odwiedziła Wielką Brytanię, Niemcy i Szwajcarię. Promuje ona trzeci album artystki - Glassheart.
"Glassheart Tour" została ogłoszona 29 listopada 2009 roku. W początkowym okresie planowano tylko szesnaście koncertów w Wielkiej Brytanii, później jednak trasa została poszerzona o pięć dat w Niemczech i jedną w Szwajcarii. To pierwszy raz, gdy Lewis wykonała materiał za granicą w ramach trasy zasadniczej, podczas jej poprzedniej trasy koncertowej The Labyrinth z 2010 roku, wokalistka odwiedziła tylko Wielką Brytanię.
Gwieździe supportował angielski piosenkarz Ryan Keen.

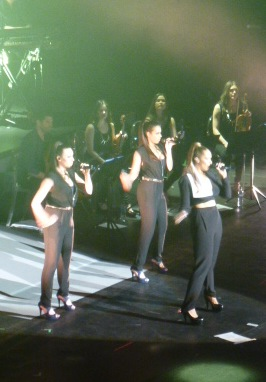
Leona Lewis wykonująca "Better in Time"/"Man Down"

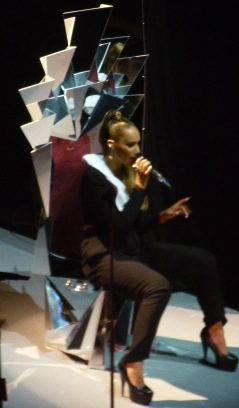
Leona Lewis wykonująca "I to You"

## Setlista
Poniższa lista utworów została zaprezentowana podczas koncertu w Berlinie w dniu 15 kwietnia 2013 roku. Nie była jednak ona stosowana podczas wszystkich koncertów w trakcie trwania trasy.
1. "Come Alive"
2. "Fireflies"
3. "A Moment Like This" (wersja akustyczna)
4. "Collide"
5. "Forgive Me"
6. "Better in Time" (zawierająca elementy z "Man Down" Rihanny)
7. "Happy"
8. "Sugar"
9. "I to You"
10. "Broken"
11. "Trouble" (wersja akustyczna)[3]
12. "Locked Out of Heaven" (cover piosenki Bruno Marsa)
13. "Footprints in the Sand"
14. "The First Time Ever I Saw Your Face"
15. "Bleeding Love"
16. "Glassheart"
17. "Run"

### Dodatkowe informacje
- Podczas koncertu 12 lipca w Scarborough Lewis wykonała cover piosenki Rihanny Diamonds[4].

## Koncerty
Lista dat koncertów i aren, na których zostały rozegrane.
| Data             | Miasto      | Kraj       | Miejsce                             |
| ---------------- | ----------- | ---------- | ----------------------------------- |
| 15 kwietnia 2013 | Berlin      | Niemcy     | Tempodrom                           |
| 16 kwietnia 2013 | Frankfurt   | Niemcy     | Jahrhunderthalle                    |
| 18 kwietnia 2013 | Düsseldorf  | Niemcy     | Mitsubishi Electric Halle           |
| 19 kwietnia 2013 | Hamburg     | Niemcy     | Congress Center Hamburg             |
| 21 kwietnia 2013 | Monachium   | Niemcy     | Gasteig                             |
| 22 kwietnia 2013 | Lucerna     | Szwajcaria | Lucerne Culture and Congress Centre |
| 26 kwietnia 2013 | Glasgow     | Szkocja    | Clyde Auditorium                    |
| 27 kwietnia 2013 | Edynburg    | Szkocja    | Edinburgh Playhouse                 |
| 29 kwietnia 2013 | Ipswich     | Anglia     | Regent Theatre                      |
| 30 kwietnia 2013 | Nottingham  | Anglia     | Nottingham Royal Concert Hall       |
| 2 maja 2013      | Newcastle   | Anglia     | Newcastle City Hall                 |
| 3 maja 2013      | Sheffield   | Anglia     | Sheffield City Hall                 |
| 5 maja 2013      | Brighton    | Anglia     | Brighton Centre                     |
| 6 maja 2013      | Birmingham  | Anglia     | National Indoor Arena               |
| 8 maja 2013      | Londyn      | Anglia     | Royal Albert Hall                   |
| 9 maja 2013      | Londyn      | Anglia     | Royal Albert Hall                   |
| 11 maja 2013     | Oksford     | Anglia     | New Theatre Oxford                  |
| 12 maja 2013     | Cardiff     | Walia      | Motorpoint Arena Cardiff            |
| 14 maja 2013     | Manchester  | Anglia     | O2 Apollo Manchester                |
| 15 maja 2013     | Liverpool   | Anglia     | Echo Arena                          |
| 17 maja 2013     | Bournemouth | Anglia     | Bournemouth International Centre    |
| 18 maja 2013     | Plymouth    | Anglia     | Plymouth Pavilions                  |
| 12 lipca 2013    | Scarborough | Anglia     | Scarborough Open Air Theatre        |